# 湘南グラフィティ
『湘南グラフィティ』（しょうなんグラフィティ）は、吉田聡による日本の漫画。『ヤングキング』（少年画報社刊）にて、1988年から1989年まで連載されていた。単行本は全2巻（同社刊）。
吉田の代表作である『湘南爆走族』（通称：湘爆）のスピンオフ作品であり、『湘爆』の主人公であった江口洋助と同じ時期、普通の高校生として青春を過ごした5人組が、不良に憧れるものの、江口たちのような不良になりきれない日常を、神奈川県の湘南海岸を中心に描いた作品である。なお、『湘爆』のキャラは、チョイ役でゲストのような形で登場するため、あまりストーリーに関わらない。

## 登場人物
時任 学（ときとう まなぶ）
湘南地方の高校に通う、本人いわく「真面目かと聞かれれば、真面目じゃない高校生」。喧嘩が強い訳でもなく、小学校のころ、ボーイスカウトのキャンプで知り合った4人の友人達と、たまに羽目を外すことはあるが、ごく普通の高校生活を送っている。
公園のトイレで不良に因縁をつけられるが、偶然そのトイレの個室に江口洋介がいて、個室の中の人物が江口だと分からない不良がドア越しに喧嘩をしかけるが返り討ちに遭い、ボコボコにされている。そのため、結果的に助けを求めた訳ではないが江口に助けられている。
一ノ瀬（いちのせ）
時任の友人の1人。5人の中で、一番不良に憧れていて、特別注文の学生服も持っているが、一度も着たことがない。
湘南爆走族OBの茂岡義重が経営するラーメン店「じぇんとる麺」でラーメンを食べ、その時にこっそり撮った写真を時任達に見せ自慢している。
雨宮（あまみや）
時任の友人の1人。小学校のころから、単に目つきが怖いという理由で何となく周囲に恐れられているが、一度も喧嘩をしたことが無く、本気で怒った姿を見たことがない。
『非故列斗（ぴこれっと）』のケンカの助っ人として連れ去られた大竹を助けに行ったとき、初めて怒った姿を見せた。
米倉（よねくら）
時任の友人の1人で、あだ名は『ヨネ』。ナンパの達人を自称しているが、一度もナンパしているところを目撃されたことがない。
大竹 ヒロシ（おおたけ ヒロシ）
時任の友人の1人で、あだ名は『ウスラ』。自宅の庭にプレハブの勉強部屋を持っていて、5人の溜まり場となっている。5人の中で、一番体格もあり、黙っていればそれなりに迫力がある。
タナボタで大仁田にケンカで勝ったことがあり、それを見ていた暴走族『非故列斗(ぴこれっと)』の副総長にケンカの助っ人としてスカウトされ、敵対する暴走族『参保悪流(さんぽおる)』との抗争に駆り出された。しかし恐怖で終始逃げ回っていて時任達の助けと警察の介入により解放された。
大仁田 純市（おおにた じゅんいち）
時任の同級生で、恐らく時任達が通っている高校の番格。学生服の背中に『大日本男一発』の刺繍が入れてある。『鬼ニキビ』とあだ名されているが、本人はそう呼ばれるのを非常に嫌がっていて、時任がそう呼ぶ度に、ボコボコにしている。
自他共に認める硬派だが、女の子とお喋りをしたり恋をしたりもしている。
実は、公園のトイレで時任が遭遇した不良から恐喝されていたが、江口がその不良をボコボコにしたことで江口を恐れ逃げてしまったため、結果的に時任同様、江口に助けられている。但し、本人はそのことを知らない。